# Antonio Moreno Sánchez
Antonio Moreno Sánchez (Puerto Real, Cadis, 13 de febrer de 1982) és un futbolista andalús, que ocupa la posició de defensa.

## Trajectòria
Es va formar al planter de l'Atlètic de Madrid. Després de passar pels diferents equips, arriba a debutar amb els matalassers a primera divisió en un partit de la campanya 2005/06.
No tindria continuïtat al conjunt madrileny, i la seua carrera prossegueix per equips de divisions inferiors: UD Mérida, Guadalajara o Cultural Leonesa.